# 南西奈省
南西奈省（阿拉伯语：محافظة جنوب سيناء）是埃及的一個省，位于埃及東北部西奈半島南半部，首府为圖爾。東臨阿喀巴灣，西臨蘇伊士灣。该省面积为33,140平方公里，2006年统计数据显示，人口共计149,335人。

## 姐妹省份
- 中华人民共和国海南省

## 外部連結
- 官方網頁